# Lindsay Price
Lindsay Price (Arcadia, 6 de dezembro de 1976) é uma atriz norte-americana conhecida pelo papel nas série Beverly Hills 90210 (como Janet Sosna), Lipstick Jungle, How I Met Your Mother e Eastwick.